# Edgar Mejía
Edgar Mejía (* 17. Juli 1988 in Guadalajara, Jalisco) ist ein ehemaliger mexikanischer Fußballspieler, der vorwiegend in der Verteidigung agierte.

## Laufbahn
Edgar „Chore“ Mejía verbrachte seine gesamte jugendliche Laufbahn in den Nachwuchsmannschaften seines Heimatvereins Deportivo Guadalajara, von wo aus er sich bis in die erste Mannschaft des Profikaders hoch arbeitete.

### Verein
Sein Erstligadebüt feierte er am 11. November 2006 im letzten Spiel der Punktspielrunde der Apertura 2006 in einem Spiel gegen die Jaguares de Chiapas, das Guadalajara mit 1:0 gewann. Noch in der Apertura zum Einsatz gekommen, gehörte er auch zum Kader der Meistermannschaft von Chivas, die in der Apertura 2006 den elften Meistertitel der Vereinsgeschichte gewann.

### Nationalmannschaft
Mejía gehörte auch zum Aufgebot der mexikanischen U-17-Nationalmannschaft, die die in Peru ausgetragene U-17-Fußball-Weltmeisterschaft 2005 gewann. Aufgrund einer Verletzung, die er sich im Training zugezogen hatte, kam er bei diesen Spielen allerdings nicht zum Einsatz.

## Erfolge

### Verein
- Mexikanischer Meister: Apertura 2006

### Nationalmannschaft
- U-17-Fußballweltmeister: 2005